# 棕林鸫
，是雀形目鸫科的一种鸟类，属于单型的森鸫属（学名：Hylocichla）。

## 特征
棕林鸫体重约50.09克，翼长约10.65厘米，喙宽度约5.1毫米，喙厚度约5.4毫米，嘴峰长约19毫米，跗蹠长约32.1毫米，尾长约71.3毫米。
棕林鸫是候鸟，栖息在森林，它们是杂食性动物，主要以昆虫、蜘蛛等陆生无脊椎动物为食。它们分布在在北美洲东部繁殖；冬季在南德克萨斯至巴拿马一带越冬。